# ハモン・ジ・アラウージョ・シケイラ
ハモン・ジ・アラウージョ・シケイラ（Ramon de Araújo Siqueira、1998年9月19日 - ）は、ブラジル出身のサッカー選手。ポジションはMF。ブラジル代表でレアル・マドリード所属のマルセロは従兄弟にあたる。

## 来歴

### クラブ
フルミネンセFCの下部組織出身。
2018年4月10日、1年間のレンタルでレアル・マドリード加入が決定した。当初カスティージャでプレーする予定だったが、メディカルチェックで膝の負傷が発覚し移籍は取りやめになった。
2019年7月31日、FC琉球への期限付き移籍加入が発表された。
2020年、当初はFC琉球に登録されていた が、2月、FC琉球に完全移籍した上でガイナーレ鳥取へ期限付き移籍。同年シーズン終了後、期限付き移籍期間満了で鳥取を退団 し、翌年から琉球に復帰した。
2022年1月13日、契約満了に伴い退団。
2022年2月3日、グアヤキル・シティに加入。

### 代表
2015年3月、U-17代表の一員としてパラグアイで開催された南米U-17選手権に参加した。

## 個人成績
| 国内大会個人成績 | 国内大会個人成績 | 国内大会個人成績 | 国内大会個人成績 | 国内大会個人成績 | 国内大会個人成績 | 国内大会個人成績 | 国内大会個人成績 | 国内大会個人成績 | 国内大会個人成績 | 国内大会個人成績 | 国内大会個人成績 |
| 年度             | クラブ           | 背番号           | リーグ           | リーグ戦         | リーグ戦         | リーグ杯         | リーグ杯         | オープン杯       | オープン杯       | 期間通算         | 期間通算         |
| 年度             | クラブ           | 背番号           | リーグ           | 出場             | 得点             | 出場             | 得点             | 出場             | 得点             | 出場             | 得点             |
| 日本             | 日本             | 日本             | 日本             | リーグ戦         | リーグ戦         | リーグ杯         | リーグ杯         | 天皇杯           | 天皇杯           | 期間通算         | 期間通算         |
| ---------------- | ---------------- | ---------------- | ---------------- | ---------------- | ---------------- | ---------------- | ---------------- | ---------------- | ---------------- | ---------------- | ---------------- |
| 2019             | 琉球             | 34               | J2               | 9                | 0                | -                | -                | -                | -                | 9                | 0                |
| 2020             | 琉球             | 29               | J2               | 0                | 0                | -                | -                | -                | -                | 0                | 0                |
| 2020             | 鳥取             | 22               | J3               | 5                | 0                | -                | -                | -                | -                | 5                | 0                |
| 2021             | 琉球             | 28               | J2               | 6                | 0                | -                | -                | 1                | 0                | 7                | 0                |
| 通算             | 日本             | 日本             | J2               | 15               | 0                | -                | -                | 1                | 0                | 16               | 0                |
| 通算             | 日本             | 日本             | J3               | 5                | 0                | -                | -                | -                | -                | 5                | 0                |
| 総通算           | 総通算           | 総通算           | 総通算           | 20               | 0                | -                | -                | 1                | 0                | 21               | 0                |

## タイトル
U-17ブラジル代表
- 南米U-17選手権: 2015